# Friese adelaar
De zwarte adelaar die de rechterhelft van het schild vult, komt in de heraldiek van Friesland en zijn buurgewesten veel als wapendier voor. Deze figuur wordt daarom wel de Friese adelaar of, in een pleonasme, de "Friese halve adelaar" genoemd. Het wapenschild van Friesland vertoont daarentegen twee gouden leeuwen.
De correcte heraldische beschrijving is:
Gedeeld: In goud een zwarte Friese adelaar komende uit de deellijn (hierna volgt de beschrijving van de andere velden van het wapenschild)

## Benaming
De term 'Friese adelaar' werd in 1890 geïntroduceerd door de bekende wapenkundige Johannes Rietstap, die constateerde dat deze wapenfiguur in Friesland en naburige kustgewesten wijd verbreid was. Lange tijd meende men dat het om een officieel symbool van het Heilige Roomse Rijk ging. Volgens Jakobus Reimers (1914) zou de Friese adelaar verwijzen naar middeleeuwse functionarissen als rechter of grietman, die moesten zorgen dat Friese edelen geen andere heer dan de Rooms-Duitse keizer zouden erkennen. De belangrijkste families in Oost-Friesland gebruikten echter, zoals Hans Fieker in een kritische reactie vastelde, andere symbolen in hun wapens. Daarentegen beweerde Gerard Gonggrijp in 1943 dat de adelaar voor oeroud eigenerfd grondbezit stond. Voor deze stellingen zijn geen bewijzen gevonden. Al Cornelius Pama nam er in zijn gezaghebbende overzichtswerk uit 1958 afstand van. Ook bij de Fryske Rie foar Heraldyk vinden deze opvatting geen steun meer.

## Geschiedenis

### Middeleeuwen
De Friese adelaar is als wapendier niet erg oud; de oudste voorbeelden in de Friese gewesten zijn de stadswapens van Workum (1420) en Sneek (1422). Het motief werd in de loop van de 15e eeuw overgenomen door hoofdelingen en geestelijken. De stad Groningen, die zich als hoofdstad van de Friese landen beschouwde, koos voor de dubbelkoppige adelaar. Een (drievoudig gekroonde) enkelhoofdige adelaar was in Oost-Friesland al in de tweede helft van de 14e eeuw in zwang bij de hoofdelingenfamilie Tom Brok; hij werd veelvuldig op munten afgebeeld, niet alleen in Oost-Friesland, ook in het naburige Jeverland. Op deze wijze zou de halve adelaar ook korte tijd in het wapen van Emden zijn beland, voordat het werd vervangen door de harpij.

De fictieve wapen van Karel de Grote

Een direct verband met de vrijheidsprivileges die de Friezen van Karel de Grote zouden hebben gekregen, zoals 16e- en 17e-eeuwse geleerden dit opperden, is uitgesloten. De verhalen rond deze privileges zijn grotendeels fictief. Het gebruik van herkenbare familiewapens heeft zich bovendien eerst in de twaalfde eeuw ontwikkeld. Niettemin kan de sleutelrol die deze verhalen vanaf de 13e eeuw binnen de Friese Vrijheidideologie innamen de groeiende populariteit van het adelaarswapen wel degelijk verklaren. In Duitse en Franse wapenboeken werd het fictieve wapen van Karel de Grote vanaf ongeveer 1275 stelselmatig afgebeeld als een gedeeld wapen met aan de ene kant de halve adelaar als symbool voor het Rooms-Duitse Rijk, aan de andere kant drie Franse lelies voor het koninkrijk Frankrijk. Dit wapen maakte onderdeel uit van de wijd verbreide voorstelling van de Neghen Besten, die de helden van de Christelijke wereld toonde. Het bekendste voorbeeld daarvan, daterend uit het derde kwart van de 14e eeuw bevindt zich in de raadszaal van Keulen. Ook het zegel van Wonseradeel. waarvan een afdruk uit 1270 bewaard is gebleven, toont de Friese vrijheidsheld Magnus met een adelaar op zijn schild.

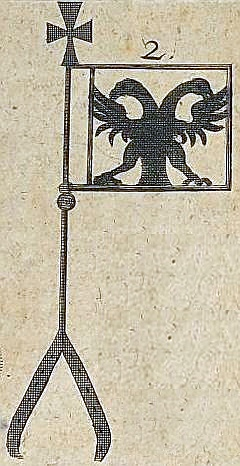
Deels vergulde windvaan met de (tweekoppige) rijksadelaar uit stadswapen van Groningen, buitgemaakt door Hendrik van Saksen na het mislukte beleg van Franeker in 1500. De windvaan was naar verluidt bedoeld om de galg te sieren waaraan de Friezen de hertog wilden ophangen.

Belangrijk is vooral het fictieve Karelsprivilege uit het begin van de 14e eeuw, waarin het Friese vrijheidsverhaal werd vastgelegd. Daarin stond omschreven dat Karel de Grote de Friezen het recht had verleend de keizerskroon op hun wapenschild te dragen, of, zoals het al langer bestaande lied Fon alra Fresena Fridome ("Over alle Friese vrijheden") het uitdrukte, dat ze de kroon op hun schild dienden te schilderen.    
De Duitse koning Sigismund bevestigde het Karelsprivilege in 1417. Bij zijn kroning tot keizer van het Heilige Roomse Rijk in 1433 verkoos Sigismund de dubbelkoppige adelaar als wapen, die daarna als symbool voor de koninklijke macht ging gelden. Dit alles had zijn weerslag op de Friese wapens, waarin de adelaar steeds meer als symbool voor de Friese vrijheid werd gezien. Dus min of meer in plaats van de kroon. De halve adelaar maakte het mogelijk dit symbool te combineren met andere motieven. 

Wapen van Sneek, voor het eerst afgebeeld op een zegelafdruk uit 1422.

De halve adelaar wordt al in 1422 samen met drie kronen afgebeeld in het wapen van Sneek; het stadswapen van Workum uit 1420 combineerde de adelaar met drie Franse lelies. Bolsward koos daarentegen later voor een dubbelkoppige adelaar.

Het vermeende origineel van het Karelsprivilege werd volgens de overlevering in Sneek bewaard, maar ging bij de stadsbrand in 1457 verloren. Een authentiek afschrift werd gebruikt om de privileges 1479 opnieuw bevestigd te krijgen. Dit stuk werd rond 1580 in het archief van de hertog van Gelre ontdekt. Maar inmiddels deden ook alternatieve versies de ronde. Mogelijk werd in één daarvan de halve adelaar beschreven. De Friese edelman Jancko Douwama schrijft in 1526 in zijn Boeck der Partijen dat Karel de Grote aan de Friese adel het recht verleende  
… datse mochten tot hoer rechten wapen nemen enen halwen aernt, in een teken, dat se hoer vrijheit van de Keiser untfangen hadden.
Douwama beklaagde zich dat het wapenmotief tevens werd misbruikt door mensen die beweerden het alle Friezen toekwam, terwijl het in zijn ogen alleen bedoeld was voor de afstammelingen van de veroveraars van Rome.

### Nieuwe tijd

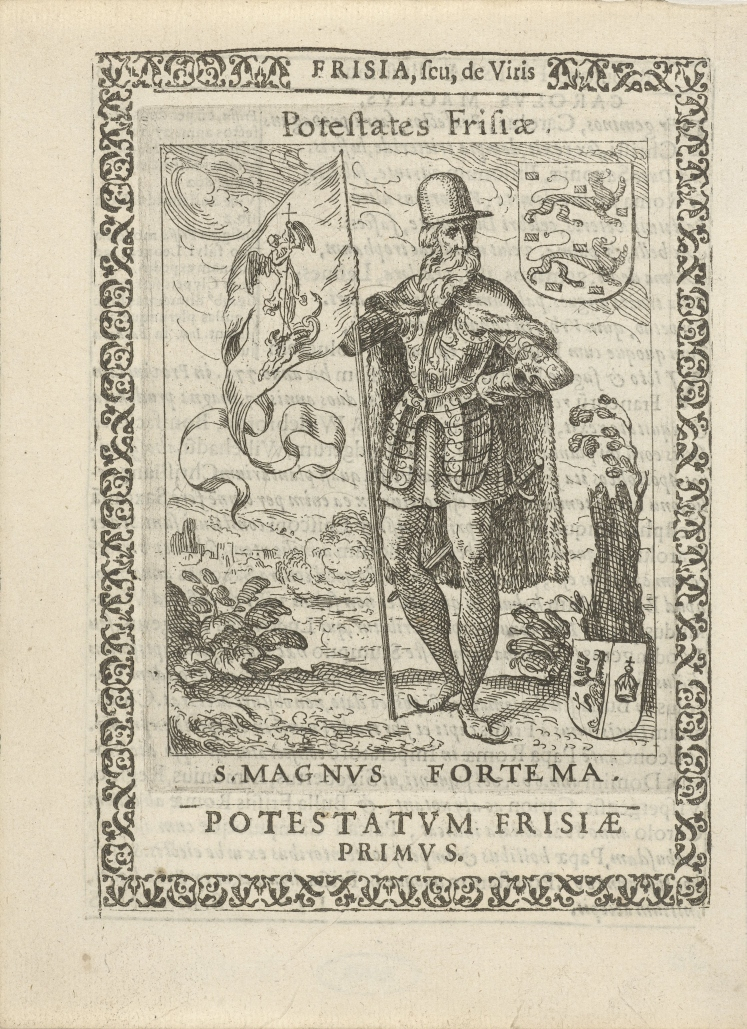
De legendarische grondlegger van de Friese vrijheid Magnus Forteman, met in zijn hand de Magnusvaan met Sint Michael, rechtsboven het wapen van de heerlijkheid Friesland en rechtsonder zijn persoonlijke wapen met halve adelaar en kroon. Ets van Pieter Feddes van Harlingen. Uit: Martin Hamconius, Frisia seu de viris rebusque Frisiae illustribus, 1623 (collectie Rijksmuseum)

Nadat Friesland in 1498 en Groningen in 1536 werden opgenomen in het Habsburgse rijk, bewaarde de halve adelaar nog altijd de herinnering aan het verleden. De meeste Friese edelen voegen halve adelaars ("dimidiatas aquilas") aan hun wapen toe, stelde Hadrianus Junius in 1588. Ook het fictieve portret van de eerste potestaat Magnus Forteman (zoals hij nu werd genoemd) werd opgetuigd met een wapenschild dat behalve de kroon tevens een halve adelaar vertoonde. Volgens de heraldicus Jan T. Anema werd de wapenfiguur "het symbool van Friese identiteit, die na het verlies van de Friese vrijheid in 1498 in de woelige zestiende eeuw opnieuw werd uitgevonden".
In de 17e eeuw voerden ook Friese boerenfamilies en patriciërsgeslachten de Friese adelaar. Bij de adel bestond daarentegen de behoefte het wapen, als brisure, weer van de Friese adelaar te ontdoen. In de 18e eeuw is het gebruik van de Friese adelaar in de provincie Friesland zo algemeen dat we van gezonken cultuurgoed kunnen spreken.
De Friese of halve adelaar raakte ook in de Groninger Ommelanden, Oost-Friesland, Land Wursten, Osterstade en Dithmarschen in zwang. In West-Friesland was het adelaarswapen minder wijd verbreid. Het gebruik van het adelaarswapen gold in Noord-Duitsland vermoedelijk tevens als teken van boerentrots tegenover de bestuurlijke elites, die vaak van buiten kwamen.
Het motief was niet uniek voor de Friese gewesten en werd ook elders in Europa gebruikt, onder andere in het 15e-eeuwse stadswapen van Genève. In de regel golden adelaarswapen als teken van stedelijke autonomie ten opzichte van de adel en de landsheren, waarbij men zich beriep op bescherming door de keizer.

## Noord-Friesland

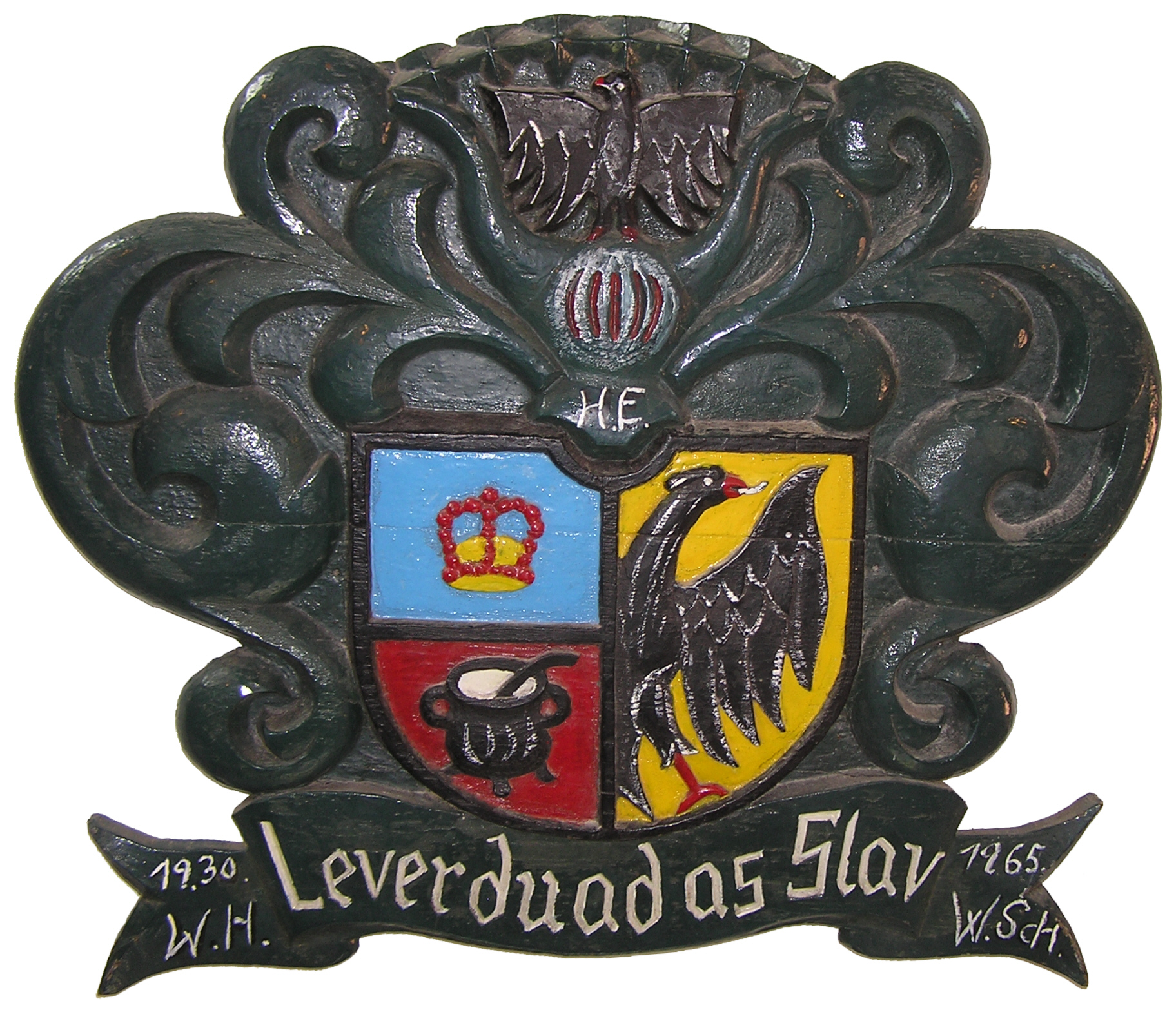
Fantasiewapen van Noord-Friesland, omstreeks 1844 ontworpen, vermoedelijk in de kring rond de predikant Christian Feddersen.

in Noord-Friesland, dat niet tot het Duitse Rijk behoorde, kwam het adelaarswapen minder vaak voor. Toch kende men ook hier de verhalen. De predikant Anton Heimreich schrijft in 1666 in zijn kroniek, dat alle Friezen het adelaarswapen mochten gebuiken, maar in het bijzonder de adellijke families die voor Karel de Grote hadden gevochten:
Haben auch daneben die Freyheit erhalten / daß ein jeder gebohrener Frese einen halben Adeler in seinem Wapen möchte führen / wie den auch besonderer Geschlechter ihres Wohlverhaltens halber in diesen oberwehneten und folgenden geführeten Kriegen sonderliche Wapen erhalten.
Zegels met een halve adelaar en een kroon waren al rond 1830 in gebruik. Tijdens de politieke acties voor losmaking van Denemarken in 1844 werd een nieuw wapen voor Noord-Friesland gepresenteerd, waaraan aan dit traditionele motief een brijpot was toegevoegd, met als onderschrift Lever duad üs Slaw! (Liever dood dan slaaf!). Deze combinatie was aanvankelijk bedoeld als metafoor voor vrijheid, gelijkheid en broederschap, maar al snel verbond men de symbolen met historische gebeurtenissen. De adelaar stond voor het Karelsprivilege en loyaliteit aan Duitsland, de kroon voor de veldslag waarbij koning Abel van Denemarken in 1252 de dood had gevonden en de breipot voor een andere veldslag, waarbij boze vrouwen Denen met hete brei hadden afgeschrikt. Het wapen geldt sindsdien als het inofficiële wapen van de Kreis Nordfriesland.

## Friese adelaar in Chili?

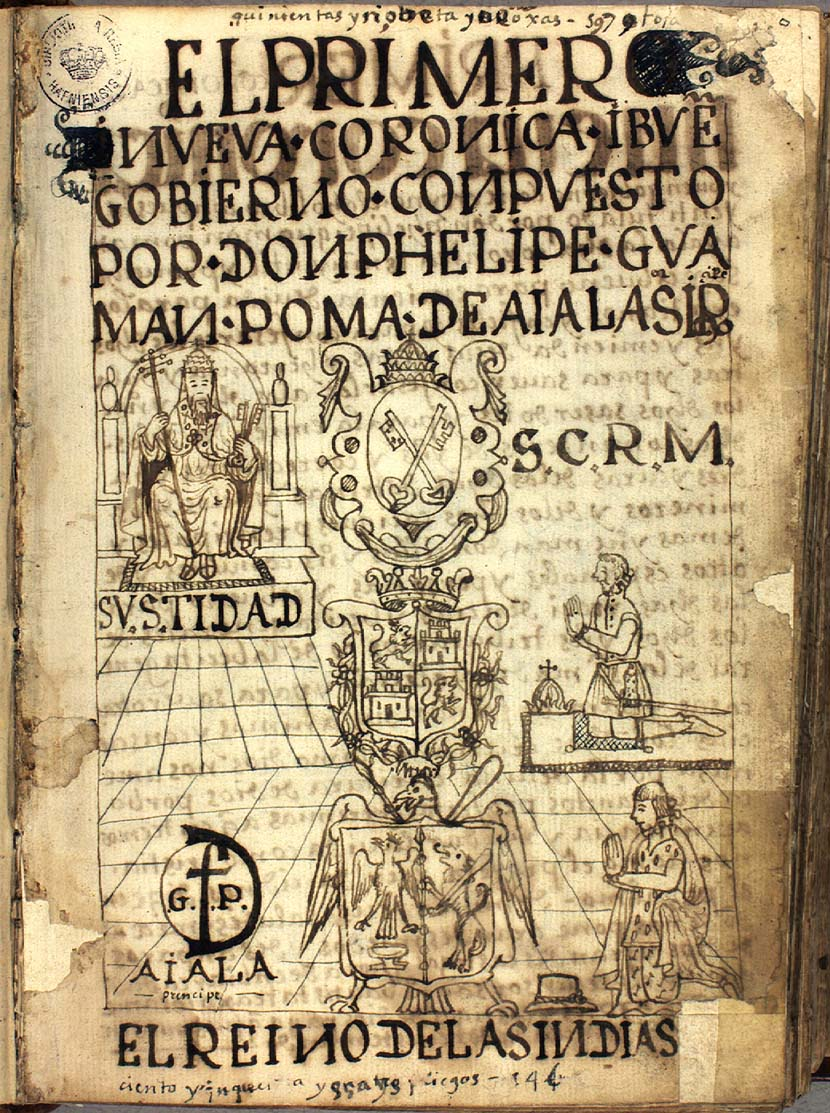
Wapen met adelaar op de Inca-kroniek El primer nueva corónica y buen gobierno, 1615

Het gebruik van dubbele adelaars als heraldisch symbool bij de Inca's leidde tot de theorie dat de oude Friezen Latijns-Amerika hadden ontdekt. Het verhaal knoopte aan bij het epische gedicht La Araucana van Alonso de Ercilla (deel 2 uit 1578) over de opstand van de Mapuche-indianen tegen de Spaanse overheersing. Hierin figureert de inheemse prinses Glaura "uit het illustere bloed van Friso ontsproten, rijk aan goederen, maar arm aan geluk", weduwe van haar achterneef Fresolano die door de Spanjaarden was vermoord. 
Martin Hamconius verbond dit in 1609 met de sage dat Friese schippers al in de 11e eeuw een onbekend continent hadden bereikt. Volgens hem kon men in Amerika nog steeds adelaars vinden die waren "gebeeldhouwd en geschilderd op de Friese wijze". In werkelijkheid hadden de Spanjaarden dit symbool bij de inheemse elite geïntroduceerd. Mogelijk via heraldische handboeken belandde dit herkomstverhaal rond 1700 weer in Chili.
Waaraan Ercilla de namen Friso en Fresolano heeft ontleend, is moeilijk te achterhalen. De bekende historicus José Toribio Medina wijst er echter op dat de Spaanse soldaten die in Vlaanderen waren gelegen, de opstandige provincies vaak als Frisia betitelden.